# Glandonia macrocarpa
Glandonia macrocarpa är en tvåhjärtbladig växtart som beskrevs av George Bentham och August Heinrich Rudolf Grisebach. Glandonia macrocarpa ingår i släktet Glandonia och familjen Malpighiaceae. Inga underarter finns listade i Catalogue of Life.